# داوید برکالو
داوید برکالو (اسلوونیایی: David Brekalo؛ زادهٔ ۳ دسامبر ۱۹۹۸) بازیکن فوتبال اهل اسلوونی است.
از باشگاه‌هایی که در آن بازی کرده است می‌توان به باشگاه فوتبال وایکینگ و باشگاه فوتبال اورلاندو سیتی اشاره کرد.
وی همچنین در تیم‌های ملی فوتبال زیر ۲۱ سال اسلوونی، و اسلوونی بازی کرده است.